# Francesco Petrullo
Francesco Petrullo (Savoia di Lucania, 4 maggio 1922) è un politico italiano.

## Biografia
Nato a Savoia di Lucania nel 1922, svolse la professione di avvocato e aderì alla Democrazia Cristiana, prendendo parte attiva alla vita politica e amministrativa della città di Potenza. Fu consigliere della Provincia di Potenza dal 1952 al 1964, vice-presidente provinciale con Vincenzo Verrastro e presidente della Comunità braccianti. Nel 1960 fu eletto consigliere comunale del capoluogo e nel 1965 divenne sindaco di Potenza: la sua fu la prima giunta di centro-sinistra a Potenza, avvenuta in seguito all'apertura della DC al congresso di Napoli del 1962.
Dal 1957 al 1965 fu anche presidente del Potenza Calcio, portando la squadra lucana dalla prima categoria alla Serie B.
Nel 1970 fu nominato presidente della Sezione di controllo di Potenza sugli atti comunali.